# Łętownia (struga)
Łętownia – struga na Lubelszczyźnie, lewoboczny dopływ Wieprza. Łętownia posiada swoje źródło na terenie gminy Żółkiewka we wsi Wierzchowina. Do Tworyczowa ciek utrzymuje bieg o kierunku południowo-wschodnim, gdzie zmienia kierunek na wschodni. Płynie tak do Gościńca, gdzie zmienia kierunek na północny. W Gruszce Dużej zmienia kierunek znowu na wschodni i kilka kilometrów dalej wpływa do Wieprza. W okolicach Bzowca i w Gruszce Małej Pierwszej przyjmuje dwa bezimienne dopływy. Dolinę Łętowni porastają takie rośliny jak: brzoza niska, turzyca Davalla, kukułka krwista, kukułka szerokolistna, goździk okazały, kruszczyk błotny, goryczka wąskolistna, kosaciec syberyjski, groszek błotny, zerwa kulista, ciemiężyca zielona.